# Forlygte
En forlygte er en lygte monteret på eller indlejret i forenden fx af et køretøj (fx biler, traktorer, cykler, tog) eller luftfartøj. Forlygter kaldes ofte også forlys, men mere præcist er forlygte termen for lysenheden - og forlys er termen for lysstrålen, der produceres og distribueres af en eller flere forlygter.
Der er to formål med forlyset; oplyse vejen så føreren kan orientere sig - og vise andre trafikanter, at her er en trafikants forende.
På køretøjer kan der findes flere typer forlys:
- Kørelys
- Nærlys
- Fjernlys
- Tågeforlygte